# Arthur Seat, British Columbia
Arthur Seat är ett berg i Kanada.   Det ligger i provinsen British Columbia, i den södra delen av landet, 3 400 km väster om huvudstaden Ottawa. Toppen på Arthur Seat är 1 623 meter över havet, eller 38 meter över den omgivande terrängen. Bredden vid basen är 0,35 km.
Terrängen runt Arthur Seat är kuperad åt nordväst, men åt sydost är den bergig. Trakten runt Arthur Seat är nära nog obefolkad, med mindre än två invånare per kvadratkilometer..
I omgivningarna runt Arthur Seat växer i huvudsak barrskog.